# Gand-Wevelgem 1978
La Gand-Wevelgem 1978, quarantesima edizione della corsa, si svolse il 12 aprile su un percorso di 246 km, con partenza a Gand e arrivo a Wevelgem. Fu vinta dal belga Ferdi Van den Haute della Marc Zeepcentrale- Superia davanti al suo connazionale Walter Planckaert e all'italiano Francesco Moser.

## Ordine d'arrivo (Top 10)
| Pos. | Corridore           | Squadra                   | Tempo    |
| ---- | ------------------- | ------------------------- | -------- |
| 1    | Ferdi Van den Haute | Marc Zeepcentrale-Superia | 6h24'00" |
| 2    | Walter Planckaert   | C&A                       | a 1'05"  |
| 3    | Francesco Moser     | Sanson-Columbus           | s.t.     |
| 4    | Jan Raas            | Ti-Raleigh-Mc Gregor      | s.t.     |
| 5    | Ludo Peeters        | Ijsboerke-Gios            | a 1'15"  |
| 6    | Roger De Vlaeminck  | Sanson-Columbus           | s.t.     |
| 7    | Rik Van Linden      | Bianchi-Faema             | a 2'10"  |
| 8    | Ronald De Witte     | Sanson-Columbus           | s.t.     |
| 9    | Freddy Maertens     | Flandria-Velda-Lano       | s.t.     |
| 10   | Michel Pollentier   | Flandria-Velda-Lano       | s.t.     |